# Baréin en los Juegos Olímpicos
Baréin en los Juegos Olímpicos está representado por el Comité Olímpico de Baréin, creado en 1978 y reconocido por el Comité Olímpico Internacional en 1979.
Ha participado en once ediciones de los Juegos Olímpicos de Verano, su primera presencia tuvo lugar en Los Ángeles 1984. El país ha obtenido un total de ocho medallas en las ediciones de verano: cuatro de oro, tres de plata y una de bronce.
En los Juegos Olímpicos de Invierno Baréin no ha participado en ninguna edición.

## Medallero

### Por edición
Juegos Olímpicos de Verano
| Evento              | Oro | Plata | Bronce | Total |
| ------------------- | --- | ----- | ------ | ----- |
| Los Ángeles 1984    | 0   | 0     | 0      | 0     |
| Seúl 1988           | 0   | 0     | 0      | 0     |
| Barcelona 1992      | 0   | 0     | 0      | 0     |
| Atlanta 1996        | 0   | 0     | 0      | 0     |
| Sídney 2000         | 0   | 0     | 0      | 0     |
| Atenas 2004         | 0   | 0     | 0      | 0     |
| Pekín 2008          | 0   | 0     | 0      | 0     |
| Londres 2012        | 1   | 0     | 0      | 1     |
| Río de Janeiro 2016 | 1   | 1     | 0      | 2     |
| Tokio 2020          | 0   | 1     | 0      | 1     |
| París 2024          | 2   | 1     | 1      | 4     |
| TOTAL               | 4   | 3     | 1      | 8     |

### Por deporte
Deportes de verano
| Evento       | Oro | Plata | Bronce | Total |
| ------------ | --- | ----- | ------ | ----- |
| Atletismo    | 3   | 3     | 0      | 6     |
| Halterofilia | 0   | 0     | 1      | 1     |
| Lucha        | 1   | 0     | 0      | 1     |
| TOTAL        | 4   | 3     | 1      | 8     |